# Knautia ressmannii
Knautia ressmannii är en tvåhjärtbladig växtart som först beskrevs av David Pacher, och fick sitt nu gällande namn av John Isaac Briquet. Knautia ressmannii ingår i släktet åkerväddar, och familjen Dipsacaceae. Inga underarter finns listade i Catalogue of Life.